# Ilī-ippašra

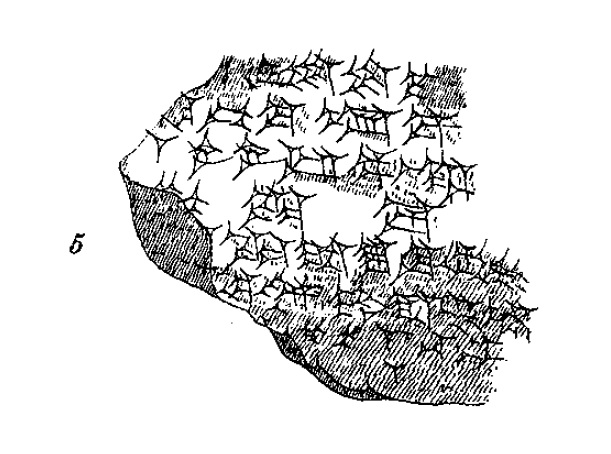
Dibujo lineal de Hugo Radau de una carta de Ilī-ippašra, nombrado en la tercera línea, a Enlil-kidinni, llamado Illiliya en la primera línea, el gobernador de Nippur.

Ilī-ippašra, inscrito DINGIRmeš-ip-pa-aš-ra, y que significa “Mi(s) dios(es) se reconciliaron conmigo”, fue un babilonio que pudo haber sido adoptado o tomado como aprendiz durante el reinado del rey casita Kurigalzu I, que terminó hacia 1375 a. C., y ascendió hasta convertirse en funcionario, posiblemente el gobernador de Dilmún, durante el posterior reinado de Burna-Buriaš II, c. 1359-1333 a. C. Pudo haber sido un sucesor de Usi-ana-nuri-?, el virrey de Dilmún que está atestiguado en el Sello cilíndrico  de su nieto, Uballissu-Marduk.

## Biografía
Una tablilla de arcilla en mal estado, supuestamente hallada en Larsa pero provista de una designación de procedencia de Nippur, detalla el contrato de adopción de Ilī-ippašra. Su padre adoptivo era Sin-napširra, hijo de Biriritum, que lo obtuvo de Nazi-Šiqmi, «su amo», un nombre obviamente casita. Fue atestiguado por un sacerdote (Šamaš-nišu), un escriba (Izkur-Marduk) y otros dos (Kidinu e Išabtum) y fechado el día 19 de Šabatu, el año en que Kurigalzu construyó el Ekurigibara, el templo de Enlil en Nippur (hacia 1380 a. C.).
La siguiente vez que aparece Ilī-ippašra es unos años más tarde, cuando está destinado en Dilmún, en su correspondencia con Enlil-kidinni, que era el gobernador, o šandabakku, de Nippur, ca. 1342-1336 a. C., a quien se dirige como Illiliya, un hipocorístico familiar. El centro administrativo casita se encontraba en Qal'at al-Bahrain, confirmado en 1995 por el descubrimiento de un corpus lingüístico de tablillas cuneiformes. Se han encontrado tres cartas en Irak, pero una de ellas  es ilegible, aparte del saludo inicial y la mención de cierto «mandato real». Gran parte del contenido de las otras cartas se refiere a las nefastas actividades de los ajlamu, donde el término se utiliza tal vez como beduino pudiera serlo hoy en día, ya que se empleaba en otros lugares como sinónimo de amorreos(MAR.TU.MEŠ), en las regiones del Éufrates medio y de Siria occidental. Ilī-ippašra no parece controlar totalmente los acontecimientos que se desarrollan a su alrededor. Saluda a su «hermano» con un «que (quizá) Inzak y Meskilak, los dioses de Dilmín, protejan tu vida» y luego le habla de sus depredaciones: «Los Aḫlamû que me rodean me han quitado los dátiles – y por lo que a mí respecta, nada puedo hacer.»
«El Aḫlamû ciertamente me hablan palabras de hostilidad y saqueo. De hacer la paz, no me hablan. Cuando les pregunté por Bēlû-ḫebil, no lo entregaron.»
En el palacio había una serie de madbasa, o prensas de dátiles, prueba de la importancia de esta actividad agrícola y la aparición más antigua de este equipo que más tarde sería común en la isla.
«Advierte de viajeros a Babilonia, un tal Iltānu que ha de partir, y [Ku]tetu que ya ha partido, de quien dice “de la partida de esta [mujer] suya, no soy responsable”». Gran parte del resto de la correspondencia se refiere a su incapacidad para completar las reparaciones del palacio, o É.GAL, o el decrépito templo local, proyectos que se ven acosados por visiones, posiblemente ocupantes ilegales, y otras demandas sobre sus escasos recursos. El desenlace de la disputa con los Aḫlamû fue aparentemente violento, ya que un incendio de grandes proporciones destruyó el complejo y éste fue abandonado, para no ser reconstruido jamás.
Es posible que sea el individuo que se menciona como padre de Ninurta-bānī y Ba'il-Nabû, que alquiló cinco esclavos (Tukulti-Ninurta, Alšisu-abluṭ, Kidin-Gula, Ilanūtum, y su madre, Beltutum) a Enlil-Kidinni en una tablilla  datada en el sexto año de reinado de Burna-Buriaš (hacia 1354 a. C.). Otras referencias fugaces a un hombre con este nombre en tablillas sin fecha recuperadas del mismo corpus de Nippur incluyen un registro de cuentas  donde figura como padre de Šenni, en otros documentos contables, una lista, y un fragmento de una carta.

## Inscripciones
1. 1 2  Tablilla CBS 3834, publicada como BE XVII 88, hallada durante las excavaciones alemanas en Babilonia.
2. ↑  Sello cilíndrico BM 122696.
3. ↑  Tableta D 85, anteriormente designada como Ni. 2860
4. 1 2  Firmado por Ilī-ippašra, tablilla Ni.615, líneas 13–16, 9–11.
5. ↑  Firmado por Ilī-ippašra, tablilla Ni.641, líneas 12–22.
6. ↑  Tablilla CBS 12906, publicada como PBS XIV nº 2.
7. ↑  Tablilla CBS 10953 publicada como PBS II 2, 111 aparece en la línea 19.
8. ↑  Tablilla CBS 3476 publicada como PBS II 2, 105 en la línea 9.
9. ↑  Tablilla CBS 3336, publicada como PBS XIV 10.
10. ↑  Tablilla CBS 13090 publicada como PBS II 2, nº 130, en las líneas 55 y 7.
11. ↑  Tablilla CBS 11098 publicada como PBS XVII n.º. 31, línea 9.